# Il taglio del bosco (film)
Il taglio del bosco è un film per la televisione del 1963, diretto da Vittorio Cottafavi, tratto dall'omonimo libro di Carlo Cassola.
Il film, prodotto dalla RAI, fu trasmesso il 19 settembre 1963 durante il ciclo di nove film dal titolo Racconti dell'Italia di oggi.
La pellicola vede la partecipazione di Gian Maria Volonté come unico attore professionista, mentre tutti gli altri personaggi sono interpretati dagli abitanti di Tirli, il borgo delle colline grossetane dove il film è girato ed ambientato.
Gianni Rondolino definisce l'opera «un film fenomenologico che riesce a introdurre, nell'oggettività della visione realistica, una dimensione morale inquietante».